# Xã Fordyce, Quận Dallas, Arkansas
Xã Fordyce (tiếng Anh: Fordyce Township) là một xã thuộc quận Dallas, tiểu bang Arkansas, Hoa Kỳ. Năm 2010, dân số của xã này là 4.597 người.